# Металлист (кинотеатр)
Кинотеатр «Металлист» — конструктивистское здание в Ленинском районе Новосибирска, в котором с 1932 по 1995 год работал первый звуковой кинотеатр города.

## Расположение
Здание кинотеатра расположено напротив сквера Славы в квартале между улицами Пархоменко, Ватутина, Блюхера, Титова и Римского-Корсакова.

## История
Первый в городе звуковой кинотеатр был построен заводом «Сибметаллстрой» в рамках создания на левом берегу Новосибирска социалистического города.
Открытие кинотеатра состоялось 22 октября 1932 года, в этот день посетителям продемонстрировали фильмы «Дела и люди» и «Шторм».
25 ноября 1932 года в кинотеатре «Металлист» впервые в Новосибирске показали звуковой фильм — «Путёвка в жизнь».
В 1950-х годах кинотеатр был реконструирован. Зал стал выше на 7 метров, его вместимость составила 1000 человек, «Металлист» стал широкоэкранным. 15 апреля 1957 года реконструированный кинотеатр со стереофоническим воспроизведением звука был открыт для посетителей, были показаны фильмы «Товарищ уходит в море» и «Счастливая юность».
Кинотеатр работал до 1995 года.

### Снос
2 августа 2018 года начался снос здания кинотеатра. В этот же день, уже после начала демонтажных работ, на сайте управления по государственной охране объектов культурного наследия Новосибирской области появилось сообщение о том, что «Металлист» был включён в перечень выявленных объектов культурного наследия. Такое решение было принято 1 августа 2018 года после получения заключения и документов «по установлению историко-культурной ценности». Дальнейший снос здания был запрещён.